# Ioan Vască
Ioan Vască (n. 10 noiembrie 1892, Pătrăuții de Sus - d. 14 octombrie 1964, București) a fost un preot din Bucovina.

## Biografie
Liceul în Cernăuți (1903-1911),
Facultatea de Teologie la Cernăuți (1911-1915),
doctorat în 1919;
studii de specializare la Oxford.
Diacon și predicator la catedrala din Cernăuți, profesor de Teologie Fundamentală și Studii pedagogice la Academia teologică din Cluj (1926-1937), decan (1927-1930) și  rector (1930-1936), consilier eparhial onorar la CIuj, preot și vicar al noii Episcopii a Maramureșului (1937-1939), consilier metropolitan la Cernăuți (1939-1945, din 1944 la Suceava), secretar general în Ministerul Cultelor (1945-1948), preot la biserica „Icoana” din București (1946-1964).